# Phyllogomphus
Phyllogomphus là một chi chuồn chuồn ngô thuộc họ Gomphidae. Nó gồm các loài:
- Phyllogomphus annulus
- Phyllogomphus selysi